# رایشنباخ (فرانکن علیا)
رایشنباخ (به آلمانی: Reichenbach) یک شهر در آلمان است که در کروناخ واقع شده‌است.